# 萊克克里克鎮區 (密蘇里州佩蒂斯縣)
萊克克里克鎮區（英語：Lake Creek Township）是位於美國密蘇里州佩蒂斯縣的一個行政鎮區。

## 地方資料
萊克克里克鎮區的面積為97.11平方千米，當中陸地面積為96.89平方千米，而水域面積為0.22平方千米。根據2020年美國人口普查的數據，當地共有人口470人，而人口密度為每平方千米4.84人。